# تريفور لويس
تريفور لويس (بالإنجليزية: Trevor Lewis)‏ هو لاعب هوكي الجليد أمريكي، ولد في 8 يناير 1987 في سولت ليك في الولايات المتحدة.

## وصلات خارجية
- تريفور لويس على موقع دوري الهوكي الوطني (الإنجليزية)
- تريفور لويس على موقع EliteProspects.com (الإنجليزية)
- تريفور لويس على موقع Eurohockey.com (الإنجليزية)
- تريفور لويس على موقع HockeyDB.com (الإنجليزية)
- تريفور لويس على موقع Hockey-Reference.com (الإنجليزية)